# Imane Taleb
Pour les articles homonymes, voir Taleb.
Imane Taleb, née le 3 novembre 1996 , est une karatéka algérienne pratiquant le kumite.

## Carrière
Elle remporte la médaille de bronze des moins de 50 kg aux Jeux de la solidarité islamique 2017 à Bakou , la médaille de bronze par équipe aux Championnats d'Afrique de karaté 2017 et la médaille d'or des moins de 50 kg aux Championnats d'Afrique de karaté 2018 à Kigali .
Elle remporte la médaille de bronze en kumite des moins de 50 kg aux Championnats d'Afrique de karaté 2019 à Gaborone et aux Jeux africains de 2019 à Rabat.

## Palmarès
| Année | Compétition                           | Lieu     | Résultat | Catégorie         |
| ----- | ------------------------------------- | -------- | -------- | ----------------- |
| 2017  | Jeux de la solidarité islamique 2017  | Bakou    | 3e       | Kumite -50 Kg     |
| 2017  | Championnats d'Afrique de karaté 2017 | Yaoundé  | 3e       | Kumite par équipe |
| 2018  | Championnats d'Afrique de karaté 2018 | Kigali   | 1re      | Kumite -50 Kg     |
| 2019  | Championnats d'Afrique de karaté 2019 | Gaborone | 3e       | Kumite -50 Kg     |
| 2019  | Jeux africains de 2019                | Rabat    | 3e       | Kumite -50 Kg     |
| 2020  | Championnats d'Afrique de karaté 2020 | Tanger   | 3e       | Kumite -50 Kg     |